# Mljetski kanal
Mljetski kanal – kanał morski w Chorwacji, pomiędzy wyspą Mljet a półwyspem Pelješac, część Morza Adriatyckiego.

## Opis
Jego długość wynosi ok. 30 km, a głębokość maksymalna 88 m. Połączony jest z Pelješkim kanalem. Nad kanałem leżą następujące miejscowości: Polače, Kozarica, Sobra, Prožurska Luka i Okuklje. Na jego dnie ułożono rury wodociągowe z półwyspu Pelješac zaopatrujące Mljet w wodę pitną, czerpaną z Neretwy.